# Øvre Egypten
Øvre Egypten (som er den sydlige del af Egypten) ligger ovenfor Nedre Egypten (nordlige Egypten) i relation til floden Nilens løb. Nilen har været den vigtigste referensramme i Egypten, helt fra før der fandtes kort. Dens retning fra kilderne syd for Nubien til Nildeltaet ved Middelhavet i nord angiver altså, at de sydlige dele ligger ovenfor de nordlige.
Nilens katarakter er dog angivet i modsat retning: fra nord mod syd.

## Geografi
Lokaliteter i Øvre Egypten:
- Abydos
- Koptos
- Naqada
- Tukh
- Karnak
- Theben
- Armant
- Kongernes dal
- Droningernes dal
- El-Kab
- El-Kula
- Hierakonpolis
- Luxor
- Isna
- Edfu
- Kom-Ombo
- Assuan

24°06′N 32°42′Ø / 24.1°N 32.7°Ø